# 奈良県中学校の廃校一覧
奈良県中学校の廃校一覧（ならけんちゅうがっこうのはいこういちらん）は、奈良県内の廃校となった中学校の一覧。
対象となるのは、学制改革（1947年）以降に廃校となった中学校と分校である。
なお、学校名は廃校当時のもの。
廃校時に中学校が所在していた自治体がその後、合併により消滅している場合は、現行の自治体に含める。
なお現在休校中の県内の中学校（分校）も、廃校同然の扱いとなっているものが多いため、便宜上本項に記載する。

## 奈良市
- 奈良市立三笠中学校分校（1949年）
- 奈良市立五ケ谷中学校（1958年8月31日奈良市立都南中学校へ統合）[1]
- 奈良市立東市中学校（1959年9月30日都南中へ統合）[1]
- 奈良市立大柳生中学校（1967年相和中と統合し興東中へ）[2]
- 奈良市立相和中学校（1967年大柳生中と統合し興東中へ）[2]
- 奈良市立興東中学校（2015年柳生中と統合し奈良市立興東館柳生中学校へ）[2]
- 奈良市立柳生中学校（2015年興東中と統合し興東館柳生中へ）[2]
- 大安寺村立大安寺中学校（1951年奈良市立春日中学校へ統合）[3]
- 都祁村立都介野中学校（1964年六郷中と統合し奈良市立都祁中学校〈当時：都祁村立〉へ）[注釈 1]
- 都祁村立六郷中学校（1964年都介野中と統合し都祁中へ）
- 奈良女子大学文学部附属中学校（国立・2000年奈良女子大学文学部附属高等学校と統合し奈良女子大学文学部附属中等教育学校へ）[4]
- 奈良市立平城西中学校（2022年右京小・神功小と統合し奈良市立ならやま小中学校へ）[5]

## 大和高田市
- 大和高田市立陵西中学校（1958年大和高田市立高田中学校へ統合）[6]

## 大和郡山市
- 大和郡山市立片桐中学校〈旧〉（1986年大和郡山市立郡山西中学校および大和郡山市立郡山南中学校との校区変更に伴い、大和郡山市立片桐中学校〈新〉として再編）[7]
- 郡山町立郡山中学校〈旧〉（1949年矢田中と統合し大和郡山市立郡山中学校〈当時：奈良県生駒郡学校組合〉へ）[8]
- 矢田村立矢田中学校（1949年郡山中〈旧〉と統合し郡山中〈新〉へ）[8]
- 大和郡山市・奈良市組合立都南中学校（1956年郡山中へ統合）[8]
- 大和郡山市立昭和中学校（1961年片桐中〈旧〉・郡山中の一部と統合し大和郡山市立郡山南中学校へ）[9]

## 天理市
- 天理市立丹波市中学校（1958年櫟本中と統合し天理市立北中学校へ）[10]
- 天理市立櫟本中学校（1958年丹波市中と統合し北中へ）[10]

## 橿原市
- 今井町立今井中学校（1950年真菅中と統合し橿原市立大成中学校〈当時：今井町・真菅村組合立〉へ）[11]
- 真菅村立真菅中学校（1950年今井中と統合し大成中へ）[11]
- 天満村・新沢村組合立菅原中学校（1949年金橋中と統合し橿原市立光陽中学校〈当時：天満村・新沢村・金橋村組合立〉へ）[12]
- 金橋村立金橋中学校（1949年菅原中と統合し光陽中へ）[12]
- 橿原市立耳成中学校（1956年橿原市立八木中学校へ統合）[12]
- 橿原市立鴨公中学校（1958年八木中へ統合）[12]
- 橿原市桜井市組合立香山中学校（1978年組合解散し、橿原市域は八木中へ統合）[13]

## 桜井市
- 桜井市立上之郷中学校（1965年5月10日初瀬中と統合し桜井市立桜井東中学校へ）[14]
- 桜井市立初瀬中学校（1965年5月10日上之郷中と統合し桜井東中へ）[14]

## 五條市
- 五條市立北宇智中学校（1962年統合により五條市立五條東中学校へ）[15]
- 五條市立南阿太中学校（同上）[15]
- 五條市立五條中学校大阿太分校（同上）[15]
- 五條市立阪合部中学校（1965年五條中〈旧〉へ統合され阪合部校舎となり、1967年廃止）[16]
- 五條市立大塔中学校（2018年西吉野中〈2代目〉へ統合）[17]
- 五條市立五條中学校〈旧〉（2020年統合により五條市立五條中学校〈新〉へ）[18]
- 五條市立野原中学校（同上）[18]
- 五條市立西吉野中学校〈2代目〉（同上）[18]
- 大塔村立大塔第一中学校（1970年大塔第二中と統合し大塔中へ）[19]
- 大塔村立大塔第二中学校（1970年大塔第一中と統合し大塔中へ）[19]
- 西吉野村立賀名生中学校（1965年統合により西吉野中〈初代〉へ）[19]
- 西吉野村立城戸中学校（同上）[19]
- 西吉野村立宗川野中学校（同上）[19]
- 西吉野村立茄子原中学校（同上）[19]
- 西吉野村立白銀南中学校（同上）[19]
- 西吉野村立白銀北中学校〈初代〉（1965年西吉野中白銀北分校となり、1974年に再独立）[19]
- 西吉野村立西吉野中学校〈初代〉（2004年白銀北中と統合し西吉野中〈2代目〉へ）[17]
- 西吉野村立白銀北中学校〈2代目〉（2004年西吉野中〈初代〉と統合し西吉野中〈2代目〉へ）[17]

## 御所市
- 御所市立名柄中学校（1958年葛城中と統合し御所市立葛上中学校南校舎となり、1960年新校舎に移転）[20]
- 御所市立葛城中学校（1958年名柄中と統合し葛上中北校舎となり、1960年新校舎に移転）[20]

## 香芝市
- 下田村立下田中学校（1949年統合により香芝市立香芝中学校〈当時：下田村・二上村・志都美村・五位堂村組合立〉へ）[注釈 2]
- 二上村立二上中学校（同上）
- 志都美村立志都美中学校（同上）
- 五位堂村立五位堂中学校（同上）

## 葛城市
- 磐城村立磐城中学校（1949年當麻中と統合し葛城市立白鳳中学校〈当時：学校組合立〉へ）[22]
- 當麻村立當麻中学校（1949年磐城中と統合し白鳳中へ）[22]
- 新庄町立新庄中学校〈旧〉（1960年忍海中と統合し葛城市立新庄中学校〈当時：新庄町立〉へ）[23]
- 新庄町立忍海中学校（1960年新庄中〈旧〉と統合し新庄中〈新〉へ）[23]

## 宇陀市
- 菟田野町立宇太中学校（1958年宇賀志中と統合し宇陀市立菟田野中学校〈当時：菟田野町立〉へ）[24]
- 菟田野町立宇賀志中学校（1958年宇太中と統合し菟田野中へ）[24]
- 室生村立室生中学校〈旧〉（1967年統合により宇陀市立室生中学校〈当時：室生村立〉へ）[25]
- 室生村立東里中学校（同上）[25]
- 室生村立三本松中学校（同上）[25]
- 榛原町立内牧中学校（1969年宇陀市立榛原中学校〈当時：榛原町立〉へ統合）[26]

## 山辺郡
- 山添村立東山中学校（1987年統合により山添村立山添中学校へ）[27]
- 山添村立豊原中学校（同上）[27]
- 山添村立波多野中学校（同上）[27]

## 磯城郡
- 川西村立川西中学校（1949年三宅中と統合し川西町・三宅町式下中学校組合立式下中学校〈当時：川西村外1ケ村中学校組合立〉へ）[28]
- 三宅村立三宅中学校（1949年川西中と統合し式下中へ）[28]
- 都村立都中学校（1948年田原本町立田原本中学校〈当時：田原本・多・平野3ヶ町村学校組合立〉へ統合）[29]
- 天理市・田原本町組合立式上中学校（1959年組合解散し、田原本町域は田原本中へ統合）[30]

## 宇陀郡
- 御杖村立東中学校（1963年統合により御杖村立御杖中学校へ）[31]
- 御杖村立西中学校（同上）[31]
- 御杖村立中央中学校（同上）[31]
- 曽爾村立曽爾中学校（2020年曽爾小と統合し曽爾村立曽爾小中学校へ）[32]

## 高市郡
- 高取町立高取中学校〈旧〉（1965年育成中と統合し高取町立高取中学校〈新〉へ）[33]
- 高取町立育成中学校（1965年高取中〈旧〉と統合し高取中〈新〉へ）[33]

## 北葛城郡
- 馬見村立馬見中学校（1950年統合により広陵中〈初代〉へ）[34]
- 瀬南村立瀬南中学校（同上）[34]
- 百済村立百済中学校（同上）[34]
- 広陵町立広陵中学校〈初代〉（1958年箸尾中と統合し広陵町立広陵中学校〈2代目〉へ）[34]
- 広陵町立箸尾中学校（1958年広陵中〈初代〉と統合し広陵中〈2代目〉へ）[34]
- 王寺町立王寺中学校（2022年王寺小および王寺北小と統合し王寺町立王寺北義務教育学校へ）[35]
- 王寺町立王寺南中学校（2022年王寺南小と統合し王寺町立王寺南義務教育学校へ）[35]

## 吉野郡
- 吉野町立吉野中学校〈旧〉（1951年上市中と統合し吉野上市中へ）[36]
- 上市町立上市中学校（1951年吉野中〈旧〉と統合し吉野上市中へ）[36]
- 吉野町立吉野上市中学校（1956年統合により吉野町立吉野中学校へ）[37]
- 吉野町立柴橋中学校（同上）[37]
- 吉野町立国栖中学校（同上）[37]
- 吉野町立中竜門中学校（同上）[37]
- 吉野町立龍門中学校（同上）[37]
- 下市町立秋野中学校（1958年下市町立下市中学校へ統合）[38]
- 下市町立丹生中学校（1970年下市中へ統合）[38]
- 黒滝村立黒滝中学校笠木分校（1964年）[39]
- 天川村立天之川中学校（1952年和田中と統合し天川中〈初代〉へ）[40]
- 天川村立和田中学校（1952年天之川中と統合し天川中〈初代〉へ）[40]
- 天川村立天川中学校〈初代〉（2018年洞川中と統合し天川中〈2代目〉へ）[41]
- 天川村立洞川中学校（2018年天川中〈初代〉と統合し天川中〈2代目〉へ）[41]
- 天川村立天川中学校〈2代目〉（2020年天川小と統合し天川村立天川小中学校へ）[42]
- 野迫川村立野迫川中学校　（2021年野迫川小学校と統合し小中併設から義務教育学校野迫川村立野迫川小中学校へ移行）[43]
- 十津川村立西川中学校重里校舎（1963年第六中から改称、1964年統合）[44]
- 十津川村立西川中学校小坪瀬校舎（1963年第六中小坪瀬分校から改称、1964年西川中へ統合）[44]
- 十津川村立西川中学校出谷校舎（1963年第六中出谷分校から改称、1964年西川中へ統合）[44]
- 十津川村立西川中学校上湯川校舎（1963年第六中上湯川分校から改称、1964年西川中へ統合）[44]
- 十津川村立第四中学校（1965年第五中と統合し折立中へ）[44]
- 十津川村立第五中学校（1965年第四中と統合し折立中へ）[44]
- 十津川村立折立中学校玉置川分校（1967年小原中へ統合）[44]
- 十津川村立第一中学校（1966年統合により上野地中へ）[44]
- 十津川村立第一中学校五百瀬分校（同上）[44]
- 十津川村立第二中学校（同上）[44]
- 十津川村立小原中学校小原校舎（1966年第三中から改称、1967年小原中へ統合）[44]
- 十津川村立小原中学校大野校舎（1966年第三中大野分校から改称、1967年小原中へ統合）[44]
- 十津川村立小原中学校葛川校舎（1966年第七中から改称、1967年小原中へ統合）[44]
- 十津川村立上野地中学校（2012年統合により十津川村立十津川中学校へ）[45]
- 十津川村立小原中学校（同上）[45]
- 十津川村立折立中学校（同上）[45]
- 十津川村立西川中学校（同上）[45]
- 上北山村立上北山中学校東ノ川分校（1963年休校、1998年廃校）[46]
- 上北山村立西原中学校（1968年上北山村立上北山中学校へ統合）[46]
- 上北山村立上北山中学校（2020年北山小と統合し上北山やまゆり学園へ）[47]
- 川上村立川上第一中学校（1981年統合により川上村立川上中学校へ）[48]
- 川上村立川上第二中学校（同上）[48]
- 川上村立川上第三中学校（同上）[48]
- 下北山村立下北山中学校（2022年下北山小との統合により下北山村立下北山小中学校へ）[49]
- 東吉野村立小川中学校（1973年統合により東吉野村立東吉野中学校へ）[50]
- 東吉野村立四郷中学校（同上）[50]
- 東吉野村立高見中学校（同上）[50]